# Festuca dissitiflora
Festuca dissitiflora är en gräsart som beskrevs av August Heinrich Rudolf Grisebach. Festuca dissitiflora ingår i släktet svinglar, och familjen gräs. Inga underarter finns listade i Catalogue of Life.